# 托尼奥·克律格
《托尼奥·克律格》是托马斯·曼的中篇小说，初作于1901年初，其年25岁。 这部小说最早出版于1903年。 阿尔弗雷德·诺普(En: A. A. Knopf)于1936年在纽约发行了这部小说的第一个美国版本。

## 简介
故事的轨迹沿着一个男人从学生时代到成年的发展展开。 一个德国北部商人和拥有艺术天赋的“南方”母亲（Consuelo）的儿子，托尼奥继承了他父母双方的特质。 在他仍是一个孩子的时候，他体验到对周遭小市民们的富有矛盾的情绪。 他一方面因为自己的内涵修养而感到优越，另一方面又倾慕于那些人充满无知的活力。这种矛盾一直延续到托尼奥的成年时期，那时他已经成为了德国南部的著名作家。他开始相信，“作为一个艺术家，对于日常生活而言他必须死去。”这些问题在他向北旅行回到他的故乡时得以部分解决。在那里，托尼奥被误认为是一个逃犯，这更加坚定了他内心的信仰——一个艺术家相对于“受到尊敬的”社会生活来说必须是一个局外人。艾利·海勒(En: Erich Heller)——他认识托马斯·曼本人——认为，《托尼奥·克律格》的主题是“艺术家是自现实的放逐”（与歌德的戏剧《托尔夸多·塔索》（1970）和格里帕泽的《萨福》（1818）一道）。 然而，艾利·海勒本人年轻时，将《托尼奥·克律格》的主题视为一个富有激情的内心之迷恋和纠结，注定要把它的感受智性化为艺术。

## 与其他作品的联系
《托尼奥·克律格》与更著名的一个故事《威尼斯之死》（Der Tod in Venedig）遥相呼应。它们都通过描述艺术家的生活来呈现托马斯·曼本人对艺术的看法。一个故事中艺术家从南方旅行至北方，另一个则从北方旅行至南方。一个旅程结束于一场精致的和解，另一场则以艺术家的死亡告终。 但，如特伦斯·詹姆斯·里德(En: T. J. Reed)指出的那样，
“在《威尼斯之死》中，托马斯·曼从对寓言故事的涉足中回归，再一次径直写起了一个文学艺术家的故事。但那与《托尼奥·克律格》不同，在那里他径直用文字来表述他的直接体验，这些体验直接来自于他本人...”
因而这部作品的重要性主要体现在它那“自传式的角色”，以及通过对“同窗之爱”（amitié particulière）的描摹所体现的爱情理论（theory of love）。
这部小说曾于1964年被改编作电影，导演为罗尔福·席勒(En: Rolf Thiele)。

## 参看
- 茱莉亚·达·席尔瓦-布鲁恩斯(De: Júlia da Silva-Bruhns)，托马斯·曼的母亲，托尼奥的母亲Consuelo的原型。

## 引注
1. ↑  Stories of Three Decades的馆藏信息（WorldCat在线联合目录）<
2. ↑  Erich Heller, The Disinherited Mind: Essays in Modern German Literature and Thought (Cambridge, Bowes & Bowes, 1952), p. 167. Cf. id., The Disinherited Mind (Harmondsworth, Penguin Books, 1961), p. 187.
3. ↑  Erich Heller, Flucht aus dem zwanzigsten Jahrhundert: Eine kulturkritische Skizze (Vienna, Saturn-Verlag, 1938), p. 9.
4. ↑  T. J. Reed, Thomas Mann: The Uses of Tradition (2nd ed.; Oxford, Clarendon Press, 1996), p. 144.
5. ↑  互联网电影数据库（IMDb）上《Tonio Kröger》的资料（英文）（英文）